# Santi Nolla
Santiago Nolla Zayas (Barcelona, 26 de diciembre de 1957) es un periodista español; ejerce como director del periódico deportivo Mundo Deportivo.

## Biografía
Empezó su carrera profesional en Mundo Deportivo y posteriormente pasó a El Periódico de Catalunya en el que ascendió hasta subdirector antes de que el Grupo Godó le confiara la dirección, modernización y relanzamiento de su anterior periódico. Tomó posesión del cargo el 3 de marzo de 1991 y llevó a cabo el rediseño del diario para afrontar la cita olímpica del 92. En 2006 encabezó los diversos actos de conmemoración del Centenario del diario. 
Es profesor de "Organización de empresas periodísticas" en la Universidad Ramon Llull de Barcelona y articulista sobre medios y deporte en general en diversos medios de comunicación.

## Premios y distinciones
- Orden Olímpica (2001), otorgada por el Comité Ejecutivo del Comité Olímpico Internacional en Lausana. Santi Nolla es el periodista más joven que ha recibido dicho galardón, que se otorga como reconocimiento a una trayectoria profesional de apoyo y sensibilidad a los valores del Olimpismo.
- Medalla de Oro de la Real Orden del Mérito Deportivo (2016), una de las más altas distinciones que se otorgan en España en el apartado deportivo.[3]

## Publicaciones
- 'Gloria Olímpica', junto a Josep Maria Artells
- 'Cruyff', en la colección histórica sobre el Centenario del Fútbol Club Barcelona.